# Újantalfalva
Újantalfalva (szlovákul: Šoltýska) község Szlovákiában, a Besztercebányai kerületben, a Poltári járásban.

## Fekvése
Rimakokovától 10 km-re, nyugatra fekszik. 2 km-es bekötőút köti össze az 526-os (Nyustya-Herencsvölgy közötti) országúttal.
Északról és keletről Rimakokova, délről Vágó, nyugatról pedig Málnapatak községekkel határos. Nyugati határa a történelmi Gömör-Kishont és Nógrád vármegye határa volt.

## Története
A települést a birtokos Forgách család alapította a kokovai határban, a 18. század végén. 1808-ban „Antalfalva vel Szolticska" néven említik először. 1828-ban 50 házában 463 lakos élt, akik főként mezőgazdasággal és állattartással foglalkoztak. A 19. században üvegkohó működött a területén.
Fényes Elek szerint „Antalfalva, uj tót falu, Gömör és Kis-Hont egyesült vármegyékben 449 kath. lak., s kath. paroch. templommal. F. u. gr. Forgách. Rimaszombathoz 5 óra."
Gömör-Kishont vármegye monográfiája szerint „Antalfalva, tót kisközség, 152 házzal. Lakosai, számszerint 609, mindannyian római katholikusok. Újabb telepítvény, s földesura a mult század elején a gróf Forgách család volt, mely egész 1892-ig bírta, a mikor Dub Albert vásárolta meg, ki legújabban Lamarche Albertnek adta el. Katholikus temploma 1834-ben épült. A község körjegyzőségi székhely. Postája Kokova, távírója és vasúti állomása pedig Rimabánya."
A trianoni békeszerződésig Gömör-Kishont vármegye Rimaszombati járásához tartozott.

## Népessége
| Év:            | 1994. | 2004.    | 2014.    | 2024.    |
| -------------- | ----- | -------- | -------- | -------- |
| Emberek száma: | 184   | 156      | 120      | 71       |
| Eltérés:       |       | -15,21 % | -23,07 % | -40,83 % |

| Év:            | 2023. | 2024.   |
| -------------- | ----- | ------- |
| Emberek száma: | 73    | 71      |
| Eltérés:       |       | -2,73 % |

1910-ben 623, túlnyomórészt szlovák lakosa volt.
2001-ben 165 szlovák lakosa volt.
2011-ben 139 lakosából 131 szlovák.

## Nevezetességei
Római katolikus temploma 1826-ban épült klasszicista stílusban. Belső festése az 1920-as években készült.

## Külső hivatkozások
- E-obce.sk Archiválva 2009. augusztus 18-i dátummal a Wayback Machine-ben
- Községinfó
- Újantalfalva Szlovákia térképén